# Christopher Rocchia
Christopher Rocchia (Marseille, 1 februari 1998) is een Franse voetballer die bij voorkeur als linksachter speelt. Hij speelt bij  Olympique de Marseille waarvoor hij op 29 november 2018 in het UEFA Europa League duel tegen Eintracht Frankfurt debuteerde als invaller na 80 minuten voor Bouna Sarr.